# Bremen (Géorgie)
Pour les articles homonymes, voir Bremen.
La ville américaine de Bremen est située dans les comtés de Carroll et de Haralson, dans l’État de Géorgie. Lors du recensement de 2010, elle comptait 6 227 habitants. C’est la localité la plus peuplée du comté de Haralson.

## Démographie
| 1890 | 1900 | 1910 | 1920 | 1930  | 1940  |
| ---- | ---- | ---- | ---- | ----- | ----- |
| 312  | 291  | 890  | 917  | 1 030 | 1 708 |

| 1950  | 1960  | 1970  | 1980  | 1990  | 2000  |
| ----- | ----- | ----- | ----- | ----- | ----- |
| 2 299 | 3 132 | 3 484 | 3 966 | 4 356 | 4 579 |

| 2010  | - | - | - | - | - |
| ----- | - | - | - | - | - |
| 6 227 | - | - | - | - | - |

## Source
- (en) Cet article est partiellement ou en totalité issu de l’article de Wikipédia en anglais intitulé « Bremen, Georgia » (voir la liste des auteurs).